# 나가노 방송
나가노 방송은 1968년 12월 20일 나가노현의 2번째 민영방송국으로 개국했다. 약칭은 NBS, 콜사인은 JOLH-DTV이다.

## 연혁
- 1968년 3월 22일 - 창립
- 1968년 12월 20일 - 서비스 방송실시(~1969년 3월 31일까지)와 동시에 컬러 방송 개시
- 1969년 4월 1일 - 개국과 동시에 본방송 개시.FNN에 가맹
- 1969년 10월 1일 - FNS 발족과 동시에 가맹
- 1970년 5월 - 자사 컬러 송출 장치가 완성해 컬러 프로그램 비율이 급속히 늘어났다
- 1970년 8월 - 뉴스 프로그램도 컬러로 바뀐다.
- 1973년 4월 2일 - 컬러 중계차에 의한 생방송 실시에 의해 자사 송출 프로그램 컬러화 완료.
- 1975년 3월 31일 - 마이니치 방송제작 프로그램이 준 중심방송국 네트워크 교체에 의해 신에츠 방송으로 이행되면서 아사히 방송제작 프로그램을 방송하기 시작한다.(~1980년 9월 30일까지)
- 1980년 6월 21일 - 텔레비전 음성 다중·스테레오 방송 개시(나가노 현내 민영 방송국에서는 처음.)
- 1980년 10월 1일 - TV 신슈개국에 따라 TV 아사히 프로그램이 대부분 중단되면서 완전한 후지 TV 계열국이 된다.
- 1981년 4월 - 16mm필름에 의한 취재·프로그램 제작을 폐지하고 VTR 취재·프로그램 제작으로 완전 이행
- 2006년 7월 1일 - 지상파 디지털 텔레비전 방송 아날로그 동시방송을 개시
- 2006년 10월 1일 - 지상파 디지털 텔레비전 방송 본방송 개시
- 2011년 7월 24일 - 지상파 아날로그 텔레비전 방송 종료

## 네트워크 변천사
- 1969년 4월 1일 - 후지 TV 계열국으로서 개국했지만 NET TV(→TV 아사히)·니혼TV 프로그램도 넷으로 연결하고 있었다. 뉴스 계열은 일관해서 FNN.
- 1969년 10월 1일 - FNS에 가맹.
- 1975년 3월 31일 - 마이니치 방송이 제작하는 전국 네트워크 프로그램이 마이니치 방송 네트워크 체인지에 수반해 신에츠방송으로 이행된다.
- 1980년 10월 1일 - TV 신슈 개국에 따라 니혼TV와 TV 아사히 프로그램 대부분이 TV 신슈로 이행되었다.
- 1984년 10월 1일 - 이행 이후에도 방송되던 일부 TV 아사히 프로그램이 TV 신슈로 이행되어 완전한 후지 TV 네트워크국이 된다.

## 보충서술
- 현내 민영 텔레비전 방송국 중 TV 도쿄 프로그램 방송비율이 높다.
- 약칭인 NBS는 1967년 9월 30일까지 간토지역의 라디오 방송국인 닛폰방송에서 사용하던 약칭이었다.
- 1972년에 나가노 현에서 일어난 아사마 산장 사건 당시 텔레비전 방송국 중 유일하게 범인들의 체포·연행 장면을 보도하였다.
  - 나가노 방송은 당시 컬러방송을 실시하고 있었지만 중계차는 흑백방송용 중계차밖에 없어서 다른 방송국처럼 컬러중계가 불가능 했으나 사건 당시 사용된 컬러 방송용 카메라는 충분한 조명이 없으면 화면이 깨끗하게 촬영이 되지 않았기 때문에 다른 방송국은 그 순간을 찍지 못했다고 한다.
  - 덧붙여 당시 나가노 현의 다른 민영 텔레비전 방송국인 신에츠 방송은 이 사건을 보도하기 위해 모든 컬러 중계차를 사건현장으로 보내는 등 사건보도를 위해 전력을 다했으나 범인들이 체포되던 날 카메라맨이 총격을 받아 다치면서 그 순간을 촬영할 수 없었다고 한다.

## 나가노현에 있는 다른 텔레비전·라디오 방송국
- NHK 나가노 방송국
- 신에츠 방송(SBC)(TV는 도쿄 방송 계열, 라디오는 JRN·NRN 계열)
- TV 신슈(TSB)(니혼 TV 계열)
- 나가노 아사히 방송(abn)(TV 아사히 계열)
- 나가노 FM방송(JFN 계열)